# Iglesia del Inmaculado Corazón de María (Buenos Aires)
La Iglesia del Inmaculado Corazón de María es el característico templo católico que corona el extremo norte de la Plaza Constitución en Buenos Aires. Es un edificio de estilo neogótico, sede de la Orden Claretiana en la Ciudad de Buenos Aires, y fue inaugurado y bendecido el 17 de abril de 1923 por el Obispo Auxiliar de Guatemala, José María Piñol y Bartres.

## Historia
Hacia 1905, Doña Julia Merchante realizó la donación con cargo de un terreno de su propiedad frente a la plaza de la Constitución, con el objetivo de que la orden de los misioneros claretianos levantara allí una iglesia con advocación al Sagrado Corazón de María. La orden se instaló ese 14 de agosto, pero la construcción del actual templo definitivo tardaría unos años, ya que la piedra fundamental fue colocada recién el 21 de mayo de 1914, en una ceremonia presidida por Monseñor Espinosa. El conjunto fue proyectado por el Hermano Luis Echavarri, mientras los planos fueron firmados por el arquitecto Rómulo Ayerza.
La construcción avanzó lentamente, mientras se encargaba a la casa F. Mayer de Múnich los nueve vitrales que decorarían el templo, y a la casa E.F. Walker un órgano de 2000 tubos, uno de los pocos de su tipo que existen en Buenos Aires hoy en día. La iglesia fue inaugurada y bendecida el 17 de abril de 1923, a las 16.30 por el Obispo Auxiliar de Guatemala, Mons. José María Piñol y Bartres, Mons. Agustín Piaggio, el presidente Marcelo T. de Alvear y su esposa Regina Pacini de Alvear, el Intendente Carlos Noel, el embajador de España, padrinos y madrinas, y el arquitecto Rómulo Ayerza.
Sin embargo las obras no habían finalizado, ya que las cruces se colocaron coronando las dos torres de 53 metros de altura recién hacia 1926, y el altar mayor se instaló en el templo en 1941, dando por finalizada la construcción de esta iglesia. El 12 de octubre de 1928 había sido erigida como parroquia.
A partir de 1937, avanzó la construcción de la avenida 9 de Julio, la más ancha de Buenos Aires y hoy ícono de la ciudad, con el objetivo de conectar Constitución con Retiro y atravesar el centro porteño con una amplia arteria verde. La Iglesia del Sagrado Corazón se encontraba en su traza proyectada, y aunque la 9 de Julio no llegó a plaza Constitución sino recién hacia 1975, fue necesaria la resistencia de fieles y de la congregación para evitar la expropiación y demolición. El templo se mantuvo en pie, aislado en una pequeña manzana, mientras el resto de las construcciones a su alrededor eran derribadas. Hacia 1978, el Intendente de facto Osvaldo Cacciatore presentaba un ambicioso proyecto para la construcción de una red de nueve autopistas elevadas que atravesarían Buenos Aires. Una de ellas sería la extensión hacia el Puente Pueyrredón de la avenida 9 de Julio, y tendría un nudo de conexión con la futura Autopista 25 de Mayo justo en la manzana de la Iglesia del Inmaculado Corazón. Nuevamente fue necesaria la oposición férrea de la comunidad para evitar la posibilidad de expropiación.
Así, fue construida la actual Autopista Frondizi, mientras el templo quedaba definitivamente aislado en un extremo de la plaza Constitución, junto al terraplén que se construyó para alzar la autopista. Las vibraciones causadas a lo largo de veinte años, sumadas a las del subterráneo línea C que funciona desde 1934, fueron acelerando el deterioro de la iglesia, desgranando su hormigón y dejando expuestos los hierros de las torres, que comenzaron a oxidarse. Frente a la situación de peligro, el Gobierno de la Ciudad intimó a la orden claretiana en 2006, y en 2008 debió retirar las dos cruces de hierro que coronaban las torres, ya que una se encontraba visiblemente inclinada y próxima a caerse.
Una vez quitadas las dos cruces de hierro, la orden claretiana debió recaudar donaciones para la profunda restauración, ya que como el templo no es Monumento Histórico Nacional, no recibe fondos del Estado Nacional, aunque se consiguieron aportes del Gobierno de la Ciudad. Así, las obras pudieron comenzar a mediados de 2010, aunque se limitaron a la fachada y a las dos torres (que recuperaron las cruces de hierro, aunque se trata de dos versiones alivianadas para exigir menos a la estructura), mientras los trabajos debieron suspenderse en junio de 2011 debido a la falta de fondos. La restauración estuvo a cargo del estudio de arquitectura Frías Ayerza – Butler, y esta primera etapa terminó en noviembre de ese año.